# أجسام مضادة لمضاد الغانغليوزيد
تُوجد الأجسام المضادة لمضاد الغانغليوزيد (بالإنجليزية: Antiganglioside antibodies)‏ والتي تتفاعل مع الغانغليوزيدات الذاتية في الاعتلالات العصبية المناعية الذاتية. وُجدت هذه الأجسام المضادة لأول مرة بتفاعلٍ معخلايا المخيخ. تُظهر هذه الأجسام المضادة ارتباطًا عالٍ مع أشكالٍ معينةٍ من متلازمة غيلان باريه.

## الأنواع الفرعية
المستضدات الذاتية للغانغليوزيدات والمعروفة حاليًا هي GD3 وGM1 وGQ3 وGT1.

## عوامل التحفيز
تتضمن العوامل الميكروبية: العطيفة الصائمية والمفطورة الرئوية.